# Pakakali
Pakakali ist eine Gattung aus der Ordnung der Hyaenodonta, ausgestorbenen fleischfressenden Säugetieren, die möglicherweise den Raubtieren nahe stehen. Bisher wurde lediglich ein Oberkieferrest gefunden, der aus dem östlichen Afrika stammt und in das Obere Oligozän vor rund 25 Millionen Jahren datiert. Der Fund verweist auf ein eher kleines Tier, das noch nicht ganz ausgewachsenen war, aber wahrscheinlich als Fleisch- und Allesfresser in einer waldreichen Feuchtlandschaft lebte. Der Nachweis von Pakakali ist der erste aus diesem Zeitraum in Afrika. Er fällt in eine Phase, als auch die ersten Vertreter der Raubtiere den Kontinent erreichten. Die Gattung wurde im Jahr 2017 wissenschaftlich eingeführt.

## Beschreibung
Pakakali gehört zu den kleineren Vertretern der Hyaenodonten. Die Gattung konnte bisher lediglich über einen Oberkieferknochen mit Teilen des Gaumens belegt werden. Der Fund enthält nur einen Zahn, der als dritter Prämolar des Milchgebisses interpretiert wird. Zwei nachfolgende Alveolen entsprechen entweder dem vierten Milch- oder dem vierten dauerhaften Prämolaren und dem ersten Molar. Anhand der Größe des Fundes ist ein rekonstruiertes Körpergewicht von 5,8 bis 10,1 kg wahrscheinlich, was in etwa mit einem heutigen Rotluchs oder einer Fossa vergleichbar ist. Die Ausbildung der Milchprämolaren und das Vorhandensein eines dauerhaften Molars zeigt, dass das Individuum noch nicht vollständig ausgewachsen war. Im Oberkiefer war ein Foramen infraorbitale oberhalb des dritten Milchprämolaren ausgebildet. Der Processus palatinus erstreckte sich zwischen dem hinteren Teil des dritten Milchprämolaren und dem des ersten Molars. Der Oberkiefer selbst ist nur fragmentarisch erhalten und durch Sedimentauflast teils deformiert.

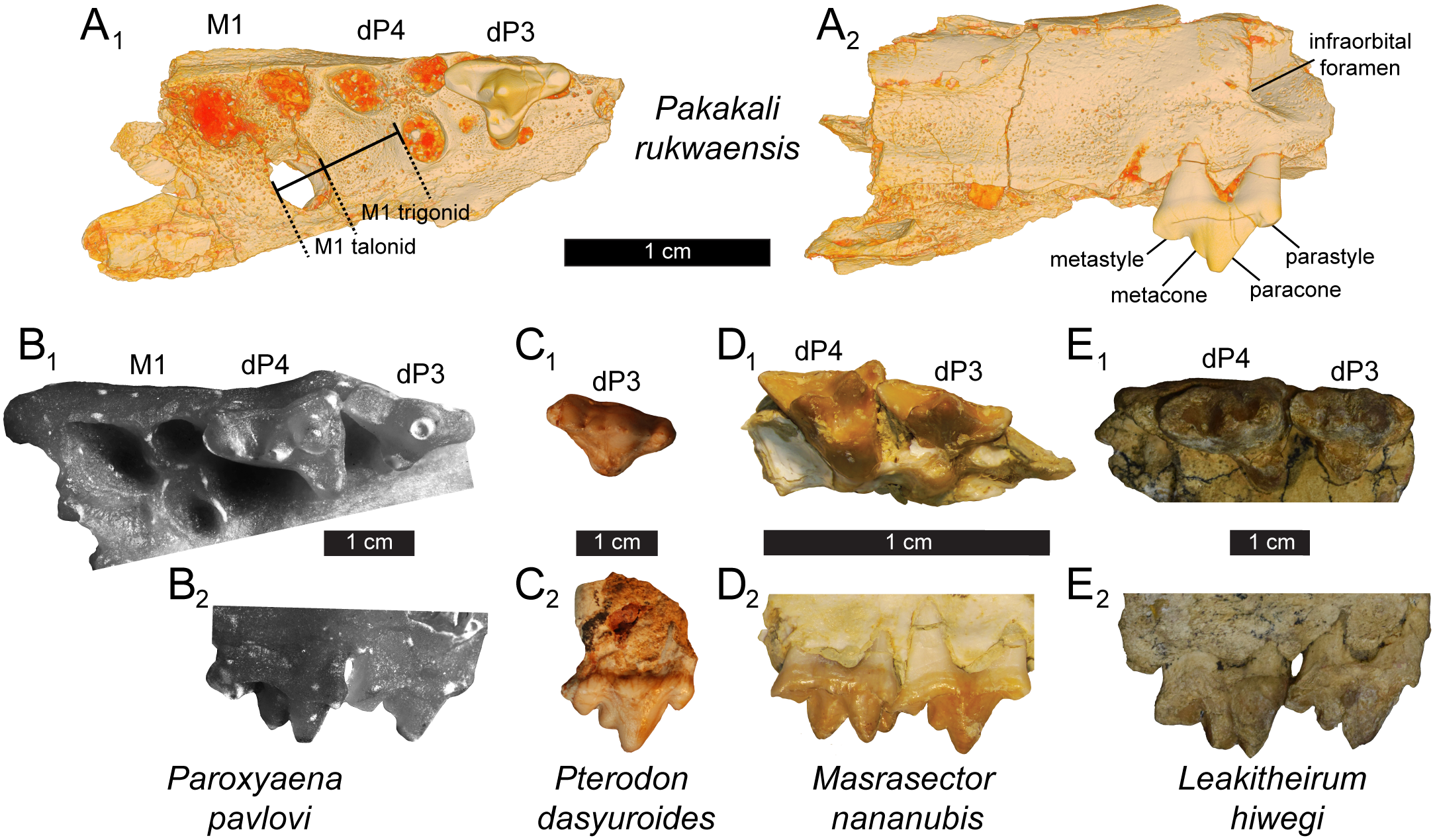
Der Oberkiefer mit dem dritten Milchprämolar von Pakakali verglichen mit dem entsprechenden Zahn anderer Hyaenodonta

Der einzige dokumentierte Zahn des Dauergebisses wird durch die Alveole des ersten Molars repräsentiert. Der eigentliche Zahn war schätzungsweise rund 8,3 mm lang. Der dagegen einzige tatsächlich erhaltene Zahn stellt der dritte Milchprämolar dar. Die einzelnen Milchprämolaren bei den Hyaenodonten und den heutigen Raubtieren ähnelten in gewisser Weise den jeweils in ihrer Position nachfolgenden Zähnen im Dauergebiss, so dass bei Pakakali der dritte Milchprämolar mit dem vierten Dauerprämolaren mehr oder weniger übereinstimmt. Seine Größe betrug 7,0 mm in der Länge und 4,2 mm in der Breite. Er besaß drei spitze Höcker auf der Kauoberfläche, den Metaconus und den Paraconus auf der Wangenseite sowie den Protoconus auf der Zungenseite. Der gesamte wangenseitige Teil des Zahns zeigte sich seitlich gepresst, so dass die einzelnen Erhebungen eine klingenartige Struktur erhielten. Der Zahn wurde vom Paraconus dominiert, der am höchsten aufragte. Er war aber nicht so gleichmäßig dreieckig geformt wie beim verwandten Masrasector. sondern neigte sich leicht nach hinten, die vordere Kante (Preparacrista) stieg in einem Winkel von 45° auf. Der Metaconus war eng an den Paraconus gedrückt und deutlich niedriger als dieser, allerdings nicht so auffallend wie beim entsprechenden Milchzahn von Masrasector. Zwischen der abfallenden Flanke des Metaconus (Postmetacrista) und der nachfolgenden Scherleiste des Metastyls, einem niedrigen Höcker, bestand eine markante buchtartige Eintiefung. Diese Struktur zeigt an, dass der Zahn in die Brechschere einbezogen war. Das Metastyl selbst war rund 2 mm lang und machte somit rund 30 % der gesamten Zahnlänge aus. In Relation übertraf es somit die entsprechende Bildung bei Dissopsalis, dem auch die auffallende Bucht fehlte. Die vordere Scherkante des Zahns, das Parastyl, erreichte bei Pakakali noch 20 % der gesamten Zahnlänge. Der Protoconus bildete den zungenseitigen Teil des Zahns und war vergleichsweise niedrig.

## Fossilfunde
Die bisher einzigen Fossilreste von Pakakali sind im Rukwa-Becken im südwestlichen Tansania in Ostafrika entdeckt worden. Das Rukwa-Becken ist Teil des Ostafrikanischen Grabens und besitzt eine der mächtigsten Ablagerungsfolgen der Region. Die ältesten gehören noch dem Perm an. Überlagert werden diese von sandsteinreichen Bildungen, der sogenannten Red Sandstone Group, die zwei unterschiedlichen stratigraphischen Einheiten angehören. Den unteren Abschnitt bildet die Galula-Formation, die mehr als 500 m Mächtigkeit erreicht und in die Kreidezeit gehört. Das reichhaltig aufgefundene Fundmaterial lässt sich verschiedenen Dinosauriern und urtümlichen Säugetieren zuordnen, zudem kommen auch Schildkröten und Fische vor. Darauf lagert die rund 300 m mächtige Nsungwe-Formation. Sie gliedert sich wiederum in zwei Schichtglieder, in das untere Utengule Member und in das obere Songwe Member. Vor allem letzteres ist extrem fossilreich. Es besteht aus einer Serie gröber- und feinerklastischer Sandsteine mit eingebetteten Lagen aus Ton-/Schluffsteinen. Die Ablagerungen gehen auf ein verzweigtes Flusssystem zurück, das wahrscheinlich in ein nahegelegenes Sumpfgebiet oder Feuchtgelände entwässerte. Ebenfalls eingeschaltet sind verschiedene Schichten an vulkanischen Aschen eines ursprünglich nicht weit entfernten Eruptionszentrums. Eine Aschelage nahe dem oberen Abschluss des Songwe Members wurde mit Hilfe von Zirkonmessungen auf ein Alter von etwa 25,2 Millionen Jahren datiert, was dem Oberen Oligozän entspricht. Im Songwe Member sind verschiedene Fundlokalitäten bekannt, eine davon stellt Nsungwe 2 dar, welche das bisher umfangreichste Fossilmaterial barg, darunter auch den Fund von Pakakali. Das gesamte Fossilsprektrum des Songwe Members besteht des Weiteren aus frühen Primaten, Stachelschweinverwandten, Rüsselspringern und Schliefern, ebenso wie aus Krokodilen, Fröschen, Fischen, Krebsen und unzähligen Gehäusen wasserbewohnender Weichtiere. Die Rukwa-Region gehört somit zu einer Reihe von oberoligozänen Fundstellen, die sich perlschnurartig entlang des Afrikanischen Grabenbruchs aneinanderreihen. Sie beginnt im Norden bei Chilga in Äthiopien und setzt sich nach Süden über die Eragaleit beds und die Lokone-Hügel in Kenia sowie weitere Fundstellen wie Nakwai bis zum Rukwa-Becken in Tansania fort. Dadurch bietet sich ein einmaliger Blick in die paläogene Vergangenheit Afrikas.

## Paläobiologie
Die Zahnstruktur von Pakakali könnte für eine bevorzugte fleisch- bis allesfressende Lebensweise sprechen. Die Größe des Tieres liegt deutlich unter der Schwelle, bei der heutige Raubtiere Beute ihres eigenen Körpergewicht oder schwerer erlegen (der Grenzwert beträgt etwa 21,5 kg). Darauf bezogen ernährte sich Pakakali wohl von Tieren mit der Hälfte oder weniger des eigenen Körpergewichts. Anhand der geologischen und paläontologischen Daten wird für das spätoligozäne Rukwa-Becken eine Feuchtlandschaft rekonstruiert, durchsetzt mit Wäldern. Da es kaum Hinweise auf Verlagerung der Fossilien gibt, kann Pakakali als Teil dieses Biotops angesehen werden. Anzunehmen ist, dass die Gattung eine Position vergleichbar zum heutigen Graufuchs oder zum Nordamerikanischen Katzenfrett einnahm und kleine Wirbeltiere in verschiedenen Landschaftstypen erlegte.

## Systematik
Pakakali ist eine Gattung aus der ausgestorbenen Unterfamilie der Teratodontinae innerhalb der ebenfalls erloschenen Ordnung der Hyaenodonta. Die Hyaenodonta galten lange Zeit als Mitglied der Creodonta, die teilweise etwas irreführend auch als „Urraubtiere“ bezeichnet werden. Die Creodonta wiederum wurden als die Schwestergruppe der heutigen Raubtiere (Carnivora) innerhalb der übergeordneten Gruppe der Ferae angesehen. In der Folgezeit stellten sich die Creodonta jedoch als in sich nicht geschlossene Gruppe heraus. Sie wurden daraufhin in die Hyaenodonta und die Oxyaenodonta aufgespalten. Charakteristisch für die beiden Gruppen ist die Position der Brechschere, die gegenüber den rezenten Raubtieren weiter nach hinten im Gebiss verlagert war. Bei den Hyaenodonten umfasste diese häufig den zweiten Oberkiefer- und den dritten Unterkiefermolar. Der früheste Nachweis der Hyaenodonten fällt in das Mittlere Paläozän vor rund 60 Millionen Jahren, sie verschwanden dann im Mittleren Miozän vor etwa 9 bis 10 Millionen Jahren wieder. Die Teratodontinae bilden innerhalb der Hyaenodonta die Schwestergruppe der Familie der Hyainailouridae, beide zusammen stehen in der übergeordneten Gruppe der Hyainailouroidea. Die Teratodontinae werden durch den Bau der Oberkiefermolaren gekennzeichnet, bei denen der Para- und der Metaconus an der Basis miteinander verschmolzen sind, letzterer überragt in der Regel ersteren. Dagegen sind bei den Hyainailouridae der Para- und der Metaconus zum Amphiconus vereint und der Paraconus ist höher als der Metaconus. In Bezug auf die Höhenausprägung der beiden Höcker zeigen sich Übereinstimmungen bei den Teratodontinae und den Hyaenodontidae, bei letzteren formen der Para- und der Metaconus aber ebenfalls einen Amphiconus. Pakakali gehört aus stammesgeschichtlicher Sicht möglicherweise zu den eher basalen Vertretern der Teratodontinae mit engeren Beziehungen zu Gattungen wie Brychotherium oder eventuell auch Glibzegdouia. Diese treten aber weitgehend schon im Eozän in Erscheinung. Zur Untermauerung der genauen phylogenetischen Position ist mehr Fossilmaterial von Pakakali notwendig. Eine Studie aus dem Jahr 2023 sieht daher auch für Pakakali eine mögliche Stellung innerhalb der Hyainailouridae.
Die Gattung Pakakali wurde im Jahr 2017 von Matthew R. Borths und Nancy J. Stevens unter Verwendung des bisher einzigen Fundes, ein fragmentierter Oberkiefer (Exemplarnummer: RRBP 09088) eines nicht ausgewachsenen Individuums, aus der Nsungwe-Formation im Rukwa-Becken im südwestlichen Tansania wissenschaftlich erstbeschrieben. Der Gattungsname setzt sich zusammen aus den Swahili-Wörtern paka für „Katze“ und kali für „wild“ oder „ungestüm“. Zusammen mit der Gattung etablierten die Autoren die Art P. rukwaensis. Das Artepitheton verweist auf die Fundregion.
Die Entdeckung des Fundes von Pakakali ist der erste eines Hyaenodonten aus dem Oberen Oligozän im afro-arabischen Raum. Im Eozän und im Unteren Oligozän waren die Hyaenodonten sehr variantenreich in der Region vertreten, was vor allem die Funde aus dem Fayyum in Ägypten zeigen. Die nachfolgende Überlieferungslücke fällt in eine Zeit, als die Raubtiere erstmals afrikanischen Boden betraten. Ermöglicht wurde dies durch die Schließung des Tethys-Ozeans und die Entstehung der Landbrücke zum eurasischen Raum. Eines der ältesten belegten Raubtiere Afrikas ist Mioprionodon aus dem östlichen Afrika, welches einen relativ kleinen Beutegreifer ohne stark spezialisiertem Gebiss repräsentiert. Sowohl die Raubtiere als auch die Hyaenodonten besetzten die gleichen ökologischen Nischen. Bisher sind zu wenige Funde bekannt, um die Beutegreifer-Gemeinschaft dieser Zeit zu rekonstruieren und um die allmähliche Verdrängung der Hyaenodonten durch die Raubtiere genau nachzuvollziehen. Auffallend ist aber bei den Hyaenodonten eine Entwicklung hin zu stark hypercarnivoren Spezialisten (mit einem Fleischanteil von mehr als 70 % bei heutigen Raubtieren), ebenso wie sich eine Erweiterung des Nahrungsspektrums etwa durch eine durophage (auf hartschalige Weichtiere basierende) Ernährungsweise andeutet. Teilweise verbunden ist dies mit der Ausbildung extrem kleiner und extrem großer Formen.